# Eleições presidenciais do Brasil no Rio Grande do Norte
A seguir está uma tabela das eleições presidenciais do Brasil no Rio Grande do Norte, ordenadas por ano. Desde as eleições de 1945.
Dividido em 167 municípios e sua área total é de 52 809,601 km², o que equivale a 3,42% da área do Nordeste e a 0,62% da superfície do Brasil, sendo um pouco maior que a Costa Rica. Com uma população de mais de 3,5 milhões de habitantes, o Rio Grande do Norte é o décimo sexto estado mais populoso do Brasil, possuindo o segundo melhor IDH e a maior renda per capita da região Nordeste.
Os vencedores do estado estão em negrito.

## Partidos com mais vitórias
| Partido | Vitórias | Eleições                            |
| ------- | -------- | ----------------------------------- |
| PT      | 6        | 2002, 2006, 2010, 2014, 2018 e 2022 |
| PSD     | 2        | 1945 e 1955                         |
| PSDB    | 2        | 1994 e 1998                         |
| PTB     | 1        | 1950                                |
| PTN     | 1        | 1960                                |
| PRN     | 1        | 1989                                |

## Eleições de 1945 até hoje
|  | Mesmo vencedor nacional        |
|  | Vencedor diferente do nacional |

### Nova República (1985–presente)
| Ano  | Turno | Vencedor          | Part. | Votos     | %     | Segundo lugar   | Part. | Votos     | %     | Terceiro lugar    | Part. | Votos   | %     | Ref    |
| ---- | ----- | ----------------- | ----- | --------- | ----- | --------------- | ----- | --------- | ----- | ----------------- | ----- | ------- | ----- | ------ |
| 2022 | 1.º   | Lula da Silva     | PT    | 1 264 179 | 62,98 | Jair Bolsonaro  | PL    | 622 731   | 31,02 | Simone Tebet      | MDB   | 38 633  | 1,92  | [ 2 ]  |
| 2022 | 2.º   | Lula da Silva     | PT    | 1 326 785 | 65,10 | Jair Bolsonaro  | PL    | 711 381   | 34,90 | -                 | -     | -       | -     | [ 2 ]  |
| 2018 | 1.º   | Jair Bolsonaro    | PSL   | 541 448   | 30,21 | Fernando Haddad | PT    | 738 165   | 41,19 | Ciro Gomes        | PDT   | 399 766 | 22,31 | [ 3 ]  |
| 2018 | 2.º   | Jair Bolsonaro    | PSL   | 652 562   | 36,59 | Fernando Haddad | PT    | 1 131 027 | 63,41 | -                 | -     | -       | -     | [ 3 ]  |
| 2014 | 1.º   | Dilma Rousseff    | PT    | 999 452   | 60,06 | Aécio Neves     | PSDB  | 329 866   | 19,82 | Marina Silva      | PSB   | 286 061 | 17,19 | [ 4 ]  |
| 2014 | 2.º   | Dilma Rousseff    | PT    | 1 201 576 | 59,54 | Aécio Neves     | PSDB  | 516 011   | 40,46 | -                 | -     | -       | -     | [ 4 ]  |
| 2010 | 1.º   | Dilma Rousseff    | PT    | 846 416   | 51,76 | José Serra      | PSDB  | 460 107   | 28,14 | Marina Silva      | PV    | 313 360 | 19,16 | [ 5 ]  |
| 2010 | 2.º   | Dilma Rousseff    | PT    | 979.772   | 77,35 | José Serra      | PSDB  | 665 726   | 22,65 | -                 | -     | -       | -     | [ 5 ]  |
| 2006 | 1.º   | Lula da Silva     | PT    | 952.796   | 60,16 | Geraldo Alckmin | PSDB  | 499 934   | 31,57 | Heloísa Helena    | PSOL  | 81.185  | 5,12  | [ 6 ]  |
| 2006 | 2.º   | Lula da Silva     | PT    | 1 099 150 | 69,72 | Geraldo Alckmin | PSDB  | 477 212   | 30,27 | -                 | -     | -       | -     | [ 6 ]  |
| 2002 | 1.º   | Lula da Silva     | PT    | 581 544   | 43.67 | José Serra      | PSDB  | 296 856   | 22.29 | Anthony Garotinho | PSB   | 229 896 | 17.26 | [ 7 ]  |
| 2002 | 2.º   | Lula da Silva     | PT    | 781 947   | 58.63 | José Serra      | PSDB  | 551 628   | 41.36 | -                 | -     | -       | -     | [ 7 ]  |
| 1998 | 1.º   | Fernando Henrique | PSDB  | 525 842   | 50.71 | Lula da Silva   | PT    | 267 883   | 25.83 | Ciro Gomes        | PPS   | 193 496 | 18.66 | [ 8 ]  |
| 1994 | 1.º   | Fernando Henrique | PSDB  | 606 681   | 64,29 | Lula da Silva   | PT    | 227 252   | 24,08 | Enéas Carneiro    | PRONA | 41 383  | 4,39  | [ 9 ]  |
| 1989 | 1.º   | Fernando Collor   | PRN   | 326 878   | 33,37 | Lula da Silva   | PT    | 239 010   | 24,40 | Leonel Brizola    | PDT   | 78 259  | 7,99  | [ 10 ] |
| 1989 | 2.º   | Fernando Collor   | PRN   | 535 195   | 52,59 | Lula da Silva   | PT    | 482 463   | 47,41 | -                 | -     | -       | -     | [ 10 ] |

### República Populista (1945–1964)
| Ano  | Turno | Vencedor             | Part. | Votos  | %    | Segundo lugar | Part. | Votos  | %    | Terceiro lugar    | Part | Votos  | %    | Ref.   |
| ---- | ----- | -------------------- | ----- | ------ | ---- | ------------- | ----- | ------ | ---- | ----------------- | ---- | ------ | ---- | ------ |
| 1960 | único | Jânio Quadros        | PTN   | 96 598 | 46,4 | Teixeira Lott | PSD   | 95 721 | 46,0 | Ademar de Barros  | PSP  | 15.646 | 7,5  | [ 11 ] |
| 1955 | único | Juscelino Kubitschek | PSD   | 57 200 | 40,5 | Juarez Távora | UDN   | 45 425 | 32,1 | Ademar de Barros  | PSP  | 24 822 | 17,6 | [ 12 ] |
| 1950 | único | Getúlio Vargas       | PTB   | 86 378 | 50,8 | Eduardo Gomes | UDN   | 45 731 | 26,9 | Cristiano Machado | PSD  | 37.831 | 22,3 | [ 13 ] |
| 1945 | único | Eurico Dutra         | PSD   | 50.693 | 49,2 | Eduardo Gomes | UDN   | 45 500 | 44,1 | Iedo Fiúza        | PCB  | 6.915  | 6,7  | [ 14 ] |